# 趙子翹
趙子翹(英語：Jason Chiu)是香港創新科技界商人，創奇思公司(Cherrypicks Limited)創辦人及行政總裁。

## 簡歷

### 早年生活
趙子翹生於香港，1988年畢業於拔萃男書院，是該屆會考8優狀元，其後隨家人移民加拿大，1994年在滑鐵盧大學（University of Waterloo）取得電機及電腦工程應用科學學士學位。畢業後他加入多倫多德勤企業管理顧問公司，負責電訊及高科技行業的策略研究，後來1995年調派回流香港，分析和黃的電訊業務。

### 創業
1999年底辭去德勤環球高科技及電訊總監一職，2000年他與從事電訊業的中學同學陳甘泉等人一起成立創奇思公司(Cherrypicks Limited)，專注開發手機應用程式。首個項目是一個專為中五會考生提供放榜資訊，並透過SMS通知學生全港學校中六預科剩餘學位的服務。
2000年科網股泡沫爆破令他向創投基金籌得的創業資本化為烏有。
後來，他在中國內地開發針對大學生的社交媒體「優點」，最後賣盤輾轉成為人人網。
趙子翹支持香港初創企業生態，於多間創業公司、科技培育公司及共享工作空間身兼天使投資者、顧問及導師。

## 公職及專業服務
- 香港工業總會第30 分組「創新及創意工業協會」分組名譽會長及初創企業協會主席[7]
- 香港眾籌專業協會董事
- 創新科技署 創新及科技基金 副主席[8]
- 香港貿易發展局一帶一路委員會成員[9]

## 獎項與榮譽
- 創奇思公司的早期創業故事曾成為美國哈佛大學商學院 《哈佛商業評論》研究個案(#N9-807-106)
- 2014年香港青年工業家獎
- E-zone「2014 IT傑出人士」大獎

## 外部連結
- 趙子翹的Facebook專頁
- 趙子翹的領英專頁